# Duguetia sooretamae
Duguetia sooretamae este o specie de plante angiosperme din genul Duguetia, familia Annonaceae, descrisă de Paulus Johannes Maria Maas. Conform Catalogue of Life specia Duguetia sooretamae nu are subspecii cunoscute.